# Теорія безбілетника
«Проблема безкоштовного проїзду», «проблема безбілетника» (англ. free-rider problem) — економічний феномен, який проявляється в діях споживача суспільного блага, який намагається ухилятися від оплати за користування цим благом.
Проблема безкоштовного проїзду з'являється, коли особа свідомо не хоче платити за суспільне благо, очікуючи отримати необхідну їй користь безкоштовно. Один із найяскравіших прикладів цього ефекту є уникнення сплати податків, які, серед усього іншого, йдуть на фінансування суспільних благ.
Суспільні блага — це товари, які мають дві характеристики: по-перше, ними можуть користуватися усі громадяни, а по-друге, споживання або використання цих товарів не призводить до зменшення їх кількості, доступної для інших громадян. Проблема виникає лише тоді, коли постає питання добровільної сплати за користування ними. Система суспільних благ нездатна виявити «зайців». Надмірне її використання тими, хто сумлінно сплачує, і тими, хто не сплачує нічого, призведе до того, що система врешті-решт не матиме достатньо коштів на подальше функціювання.